# 城隍廟 (北京故宮)

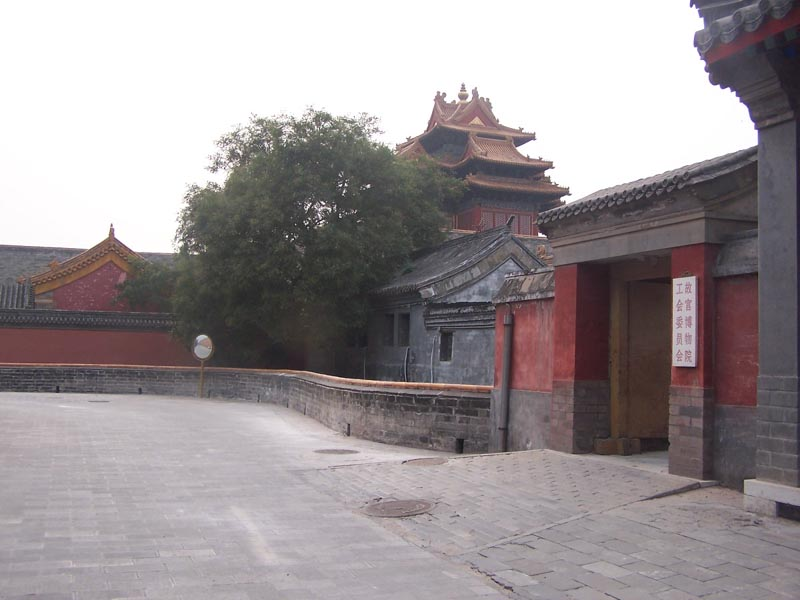
紫禁城西北角，远处为西北角楼。左侧带黄琉璃瓦顶的建筑是城隍庙的正殿。右侧挂有“故宫博物院工会委员会”牌子的门是祀马神所的入口，西北角楼下方露出的一个黄琉璃瓦顶的角即祀马神所的殿角。房屋前方低处带黄琉璃瓦的砖砌矮墙是内金水河东岸的护栏。

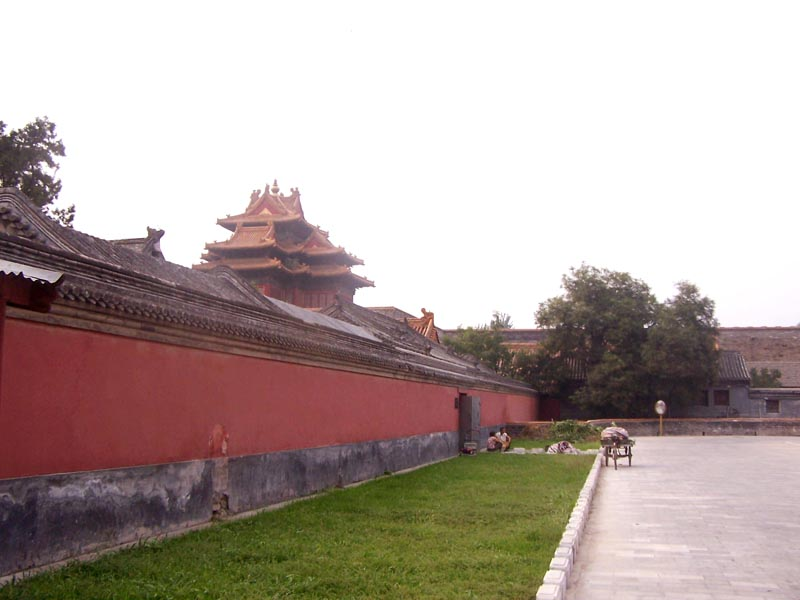
紫禁城西北角，远处为西北角楼。左侧红墙为城隍庙的东墙，墙内黄琉璃瓦顶建筑即城隍庙正殿。远处被树木遮盖的黄琉璃瓦顶建筑是祀马神所正殿

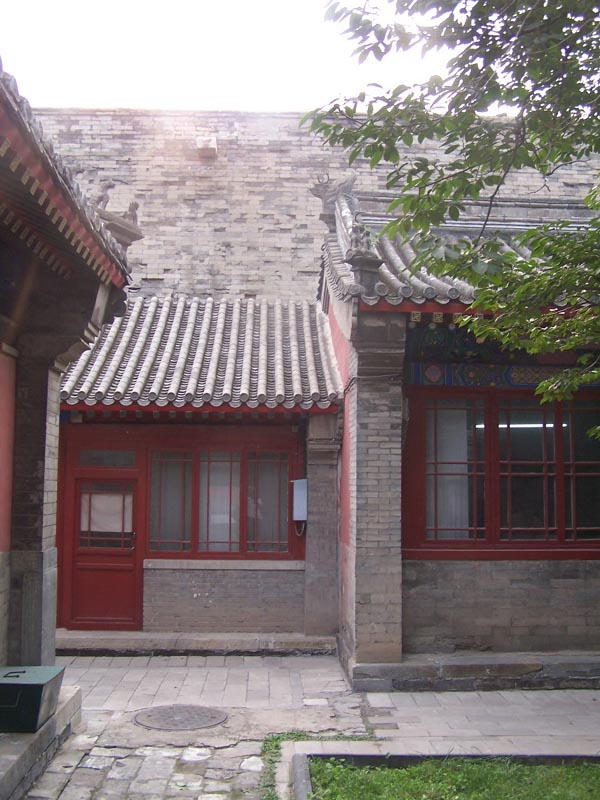
城隍庙院内。图中城墙为紫禁城西城墙。

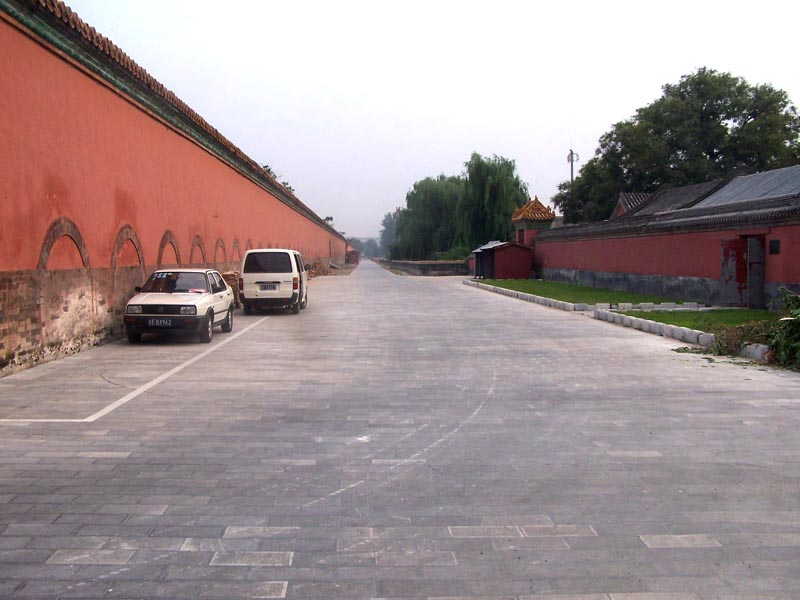
自北向南拍摄。右侧为城隍庙，带黄琉璃瓦的小门为城隍庙朝东的琉璃门，墙左侧的草坪处在埋入地下的内金水河的正上方。左侧红墙为英华殿西跨院的西墙。远处灰色的低矮小墙是露出地面的内金水河东岸护栏。

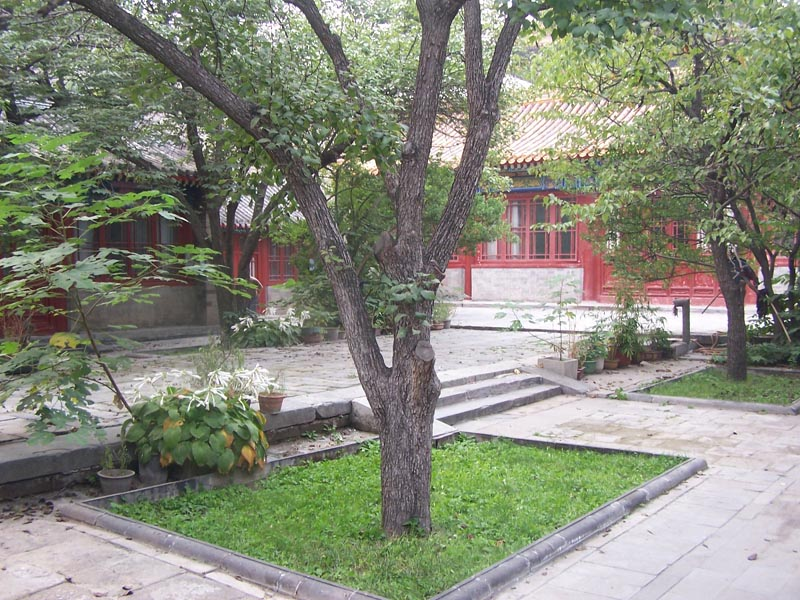
城隍庙内景，自东南向西北拍摄。右侧黄琉璃瓦顶的是城隍庙正殿，殿前有月台，近处为月台南侧通向庙门的甬路。

城隍庙，位于紫禁城内的西北角，为紫禁城的城隍庙。

## 历史
城隍庙位于紫禁城西北隅，依紫禁城西城墙而建。清朝雍正四年（1726年）兴建，咸丰七年（1857年）进行修葺。
城隍庙建成以后，每年万寿节及季秋遣内务府总管在城隍庙致祭，三月、九月、十二月各供玉堂春富贵花一对，朔日、望日供奉素菜。道光年间，每年八月万寿节时，由大光明殿道士在城隍庙举办道场、诵经三日，道光二十五年（1845年）之后停止举办。《钦定大清会典》载，“祀紫禁城城隍，由内务府庆丰司牧所供饩羊。”
由于城隍庙建在紫禁城的入水口处，所以此处的城隍兼有龙王和镇水观音的功能，每逢天旱无雨，皇帝便派大臣来此烧香拜神求雨。城隍庙内每个供桌上都摆放有乾隆帝奉献的祭器、供品，海灯、瓷器、锡制灯盘、银质蜡竿等物品上多有“乾隆”字样。乾隆二十四年（1759年），清廷祭神求雨之后，仍然大旱不雨，乾隆帝乃亲自撰写了一篇祭文，摆放在城隍庙内。《清高宗实录·卷五百八十八》载此祭文：
臣承命嗣服，今二十四年，无岁不忧旱，今岁甚焉。曩虽失麦，可望大田。兹尚未种，赤地里千。呜呼，其惠雨乎！常云不祷，未蒙灵佑，方社方泽，均漠弗佑。为期益迫，喈万民谁救！敢辞再渎之罪，用举大雩，以申前奏。呜呼，其惠雨乎！上天仁爱，生物为心。下民有罪，定宥林林。百辟卿士，供职惟钦。此罪在官，不在民，实臣罪日深。然上天岂以臣一身之故，而令万民受灾害之侵？呜呼，其惠雨乎！谨以臣躬代民请命，昭昭在上，言敢虚佞？计穷力竭，词戆诚罄。油云沛雨，居歆赐应。呜呼，其惠雨乎！
《啸亭杂录》记载，在嘉庆年间的癸酉之变中，“诸王大臣闻变，皆由神武门入，至门，闻贼聚攻隆宗门，纳兰侍郎玉麟方迎驾归，亦短衣踉跄入集城隍庙前，时官兵至者未踰百，余皆仆隶。”
清朝灭亡后，城隍庙逐渐冷落，不再举行祭祀活动。中华人民共和国成立后，此处和其东北侧的祀马神所一度被文物出版社用作印刷厂，神殿内安装化铅字炉，成为排字铸字房和排字车间。文化大革命时期，这里的造反派“破四旧”，将城隍庙的城隍、祀马神所的马神砸毁，幸而殿宇、神坛留存下来。
1966年7月，文物出版社珂罗版车间的一些工人，向故宫博物院领导请示：“十几年来，城隍庙的泥胎偶像，一直盘踞在我们文物出版社印刷厂，霸占着我们珂罗版84立方米的地方，影响我们的生产发展，我们曾多次提出，但至今仍未解决，现在我们再次严正提出： ‘一定要把这些大王小鬼同反党反社会主义黑帮分子彻底捣毁，连根拔掉。’不能保留这些宣扬封建迷信的牛鬼蛇神的统治地位，彻底铲除几千年来一切剥削阶级制造毒害人民的封建迷信工具。这些牛鬼蛇神和我们社会主义建设是格格不入的，我们提出请工作队同志帮助解决。”（见1966年7月15日署名“文物出版社珂罗版车间全体工人” 的大字报）
故宫博物院领导接到请示之后，鉴于当时严峻的政治形势，遂表示城隍庙旧址内的城隍泥塑神像11个，泥塑马一对，“内容系封建迷信有毒素的东西，技巧低劣，是清代泥塑，并无保留价值，故同意将上述泥塑神像除掉。”（见1966年8月2日故宫博物院对文物出版社工人所写大字报的回复） 1966年8月3日，城隍庙内的泥塑神像十一座、泥塑马一对被毁。
后来，印刷厂因被确定为火灾隐患，被指令迁走，城隍庙由《紫禁城》杂志社进驻，刘北汜、朱家溍进驻城隍庙办公，故宫博物院工会则进驻祀马神所办公。

## 建筑

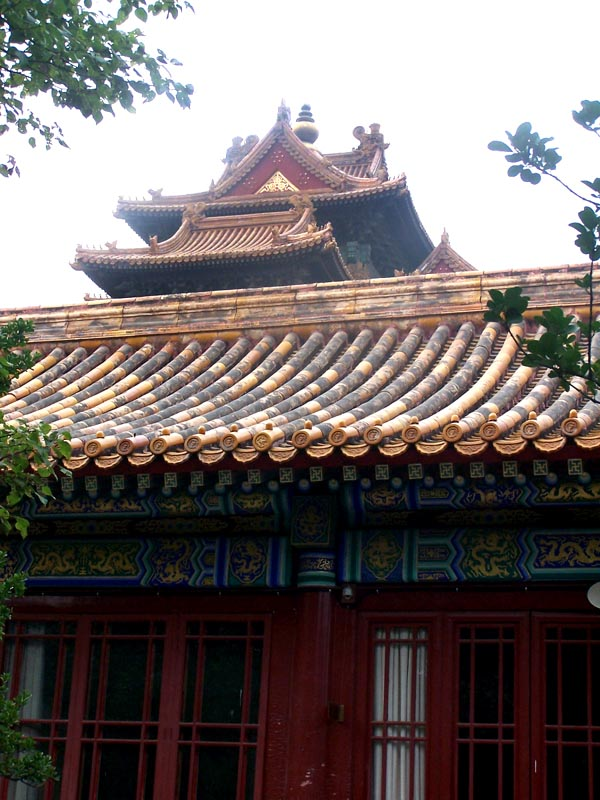
近处为城隍庙正殿，远处为紫禁城西北角楼

紫禁城西北角楼与神武门之间的城墙下，有一条水道穿过，为内金水河的进水口，进水口处修有铁栅、水闸，称“水关”，水关可控制水流、保持水位。在水闸以南，内金水河先向西，再向南，再向西，再向南，此后为一条约200米长，南北走向的笔直水道，与紫禁城西城墙之间距离约50米。城隍庙便建在这条笔直水道北端的西岸，紫禁城西北角楼的南侧。
城隍庙是一组独立的建筑群，其中轴线上自南向北依次是山门、庙门、正殿，形成南北三进院。
- 琉璃门：山门前东侧的院墙上辟有琉璃门一座，是出入城隍庙的必经之道。[2]琉璃门外的内金水河为一段地下河，河上盖板成为平地。
- 山门：面阔三间，灰瓦硬山顶。[2]山门前有一座高大的影壁。影壁和山门之间有一株数百年树龄的古槐。[1]
- 庙门：面阔三间，黄琉璃瓦硬山顶，明间是穿堂，庙门后面正中有甬路连接正殿的月台。[2]
  - 东、西配殿：为庙门的配殿，各三间，灰瓦硬山顶。[2]
- 正殿：坐北朝南，面阔五间，黄琉璃瓦硬山顶。正殿内曾经供奉紫禁城城隍之神，并且陈设有法器、经卷等等。[2]正殿前有月台，面阔四丈一尺五寸，进深二丈一尺，月台正前方有一条高台甬道通往庙门。月台是祭神时乐队奏乐和陪祭大臣跪拜之所，早年还设有神厨、焚炉、香炉、海缸等等。[1]
  - 东、西配殿：为正殿的配殿，各三间，灰瓦硬山顶。[2]

城隍庙的建筑至今仍保存完好。